# Granja (Mourão)
Granja es una freguesia portuguesa del concelho de Mourão, en el distrito de Évora con 92,47 km² de superficie y 605 habitantes (2011). Su densidad de población es de 6,5 hab/km².
Situada en el extremo meridional del concelho, a 12 km de Mourão, Granja es la última población del distrito de Évora y de la región histórica del Alto Alentejo. En su patrimonio histórico destaca la iglesia parroquial de San Blas.